# Elezioni parlamentari in Guinea-Bissau del 2019
Le elezioni parlamentari in Guinea-Bissau del 2019 si sono tenute il 10 marzo per il rinnovo dell'Assemblea nazionale popolare.

## Risultati
| Liste                                                                    | Voti    | %     | Seggi |
| ------------------------------------------------------------------------ | ------- | ----- | ----- |
| Partito Africano per l'Indipendenza della Guinea e di Capo Verde (PAIGC) | 212 148 | 35,22 | 47    |
| Partito del Rinnovamento Sociale (PRS)                                   | 127 104 | 21,10 | 21    |
| Madem G15                                                                | 126 935 | 21,07 | 27    |
| Assemblea del Popolo Unito (APU-PDGB)                                    | 51 049  | 8,47  | 5     |
| Fronte Patriottico di Salvezza Nazionale (FREPASNA)                      | 13 926  | 2,31  | –     |
| Partito della Convergenza Democratica (PCD)                              | 9 864   | 1,64  | –     |
| Partito della Nuova Democrazia (PND)                                     | 9 019   | 1,50  | 1     |
| Unione per il Cambiamento (UM)                                           | 8 535   | 1,42  | 1     |
| Resistenza della Guinea-Bissau - Movimento Bafatá (RGB-MB)               | 6 959   | 1,16  | –     |
| Congresso Nazionale Africano (CNA)                                       | 6 005   | 1,00  | –     |
| Movimento Patriottico (MP)                                               | 5 756   | 0,96  | –     |
| Movimento per lo Sviluppo (MGD)                                          | 4 542   | 0,75  | –     |
| Unione Patriottica Guineana (UPG)                                        | 4 407   | 0,73  | –     |
| Altri <0,50%                                                             | 16 132  | 2,68  | –     |
| Totale                                                                   | 602 381 | 100   | 102   |